# Wolfova kašna
Wolfova kašna, v němčině Wolfsbrunnen, zvána též Rotkäppchenbrunnen (kašna Červené karkulky), je secesní dílo z roku 1904 umístěné v centru bavorského hlavního města Mnichova.

## Historie
Kašnu vytvořili v roce 1904 významní němečtí sochaři Heinrich Düll a Georg Pezold, bronzové plastiky pocházejí od C. Leyrera. Zadavateli díla byli manželé Adolf Wolf, mnichovský velkoobchodník a obchodní rada, a jeho choť Apollonie.

## Popis
Kašna se nachází v centru Mnichova v části zvané Altstadt-Lehel na malém náměstí, které obchází ulice s názvem Am Kosttor.
Ze středu nádrže zhotovené z treuchtlingenského mramoru se vypíná sloup, v jehož spodní části jsou osazeny čtyři bronzové chrliče v podobě vlčích hlav, z nichž vytéká pitná voda. Na vrcholu sloupu je umístěna bronzová plastika Červené karkulky s vlkem. Celé dílo je zdobeno jemnými secesními prvky.

## Zajímavost
Adolf Wolf své příjmení rád spojoval se symbolem vlka (něm. Wolf). V Karlových Varech stojí též připomínka jeho osoby – kamenná lavička s nápisem Wolf's Ruhe. Nabízí odpočinek při procházkách v karlovarských lázeňských lesích.